# Gene Kelly
Eugene Curran Kelly (født 23. august 1912, død 2. februar 1996), bedre kendt som Gene Kelly, blev født i Pittsburgh, Pennsylvania. Han var en amerikansk danser, skuespiller, sanger, filminstruktør, filmproducer og koreograf. Kelly var kendt for sin energiske og atletiske dansestil, sit gode udseende og at de karakterer han spillede var de "gode". Mest kendte film er En Amerikaner i Paris fra 1951, Singin' in the Rain fra 1952 og Solen stod stille (Inherit the Wind) fra 1960.